# Piazza dei Martiri
La Piazza dei Martiri (en español: Plaza de los Mártires) es una plaza situada en el barrio Chiaia del centro histórico de Nápoles, Italia, a poca distancia del paseo marítimo.

## Descripción
Se creó en torno al siglo XVII, constituyendo una de las primeras expansiones hacia el oeste de una ciudad a la que durante siglos se prohibió extenderse fuera de las murallas. Dominaba la plaza la iglesia de Santa Maria a Cappella Nuova, que sería demolida durante la ocupación francesa porque estaba dañada. La iglesia dio a la plaza su primer nombre: Largo di Santa Maria a Cappella Nuova.

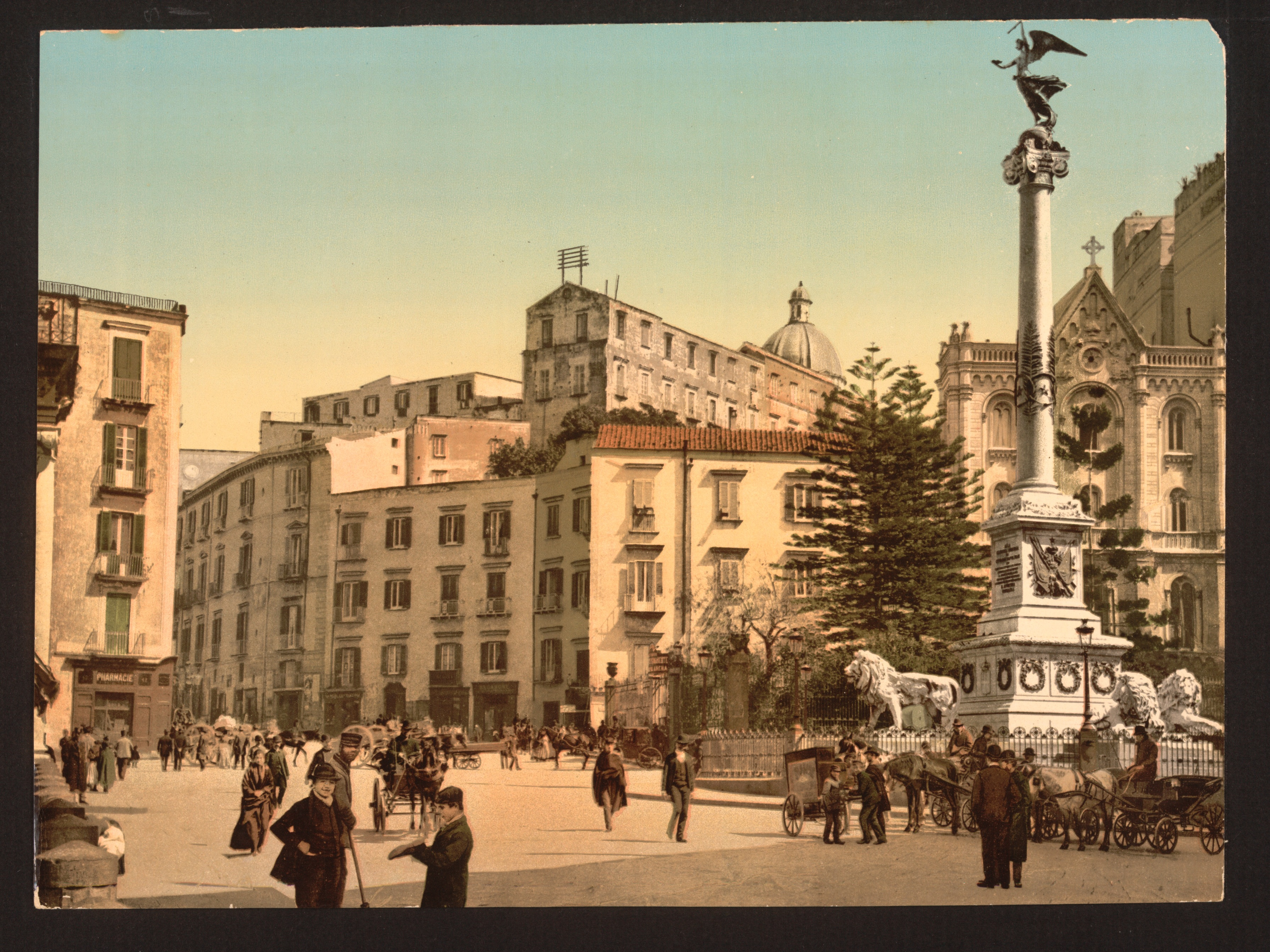
La plaza entre 1890 y 1900.

Encontrándose en uno de los barrios más ricos de la ciudad, la plaza se considera una de las más exclusivas. Está dominada por la columna dedicada a todos los napolitanos caídos por la libertad durante la historia de la ciudad. Inicialmente estaba dedicada a la Virgen de la Paz (Madonna della Pace), según ordenó Fernando II tras la paz reconquistada tras los revoluciones liberales del 1848. Fue realizada por Luigi Catalani, pero modificada y embellecida gracias a la intervención de Errico Alvino, el arquitecto que abrió en 1853 la Via della Pace (actual Via Domenico Morelli) y que construyó en dicha calle el Palazzo Nunziante.
Alrededor del obelisco hay varios palacios monumentales; en particular, el Palazzo Partanna, en el número 58, realizado por Mario Gioffredo y reformado posteriormente por Antonio Niccolini en estilo neoclásico para Lucia Migliaccio, mujer morganática de Fernando I de Borbón; y el Palazzo Calabritto, en el número 30, remodelado por Luigi Vanvitelli en la segunda mitad del siglo XVIII.

### El monumento a los mártires napolitanos

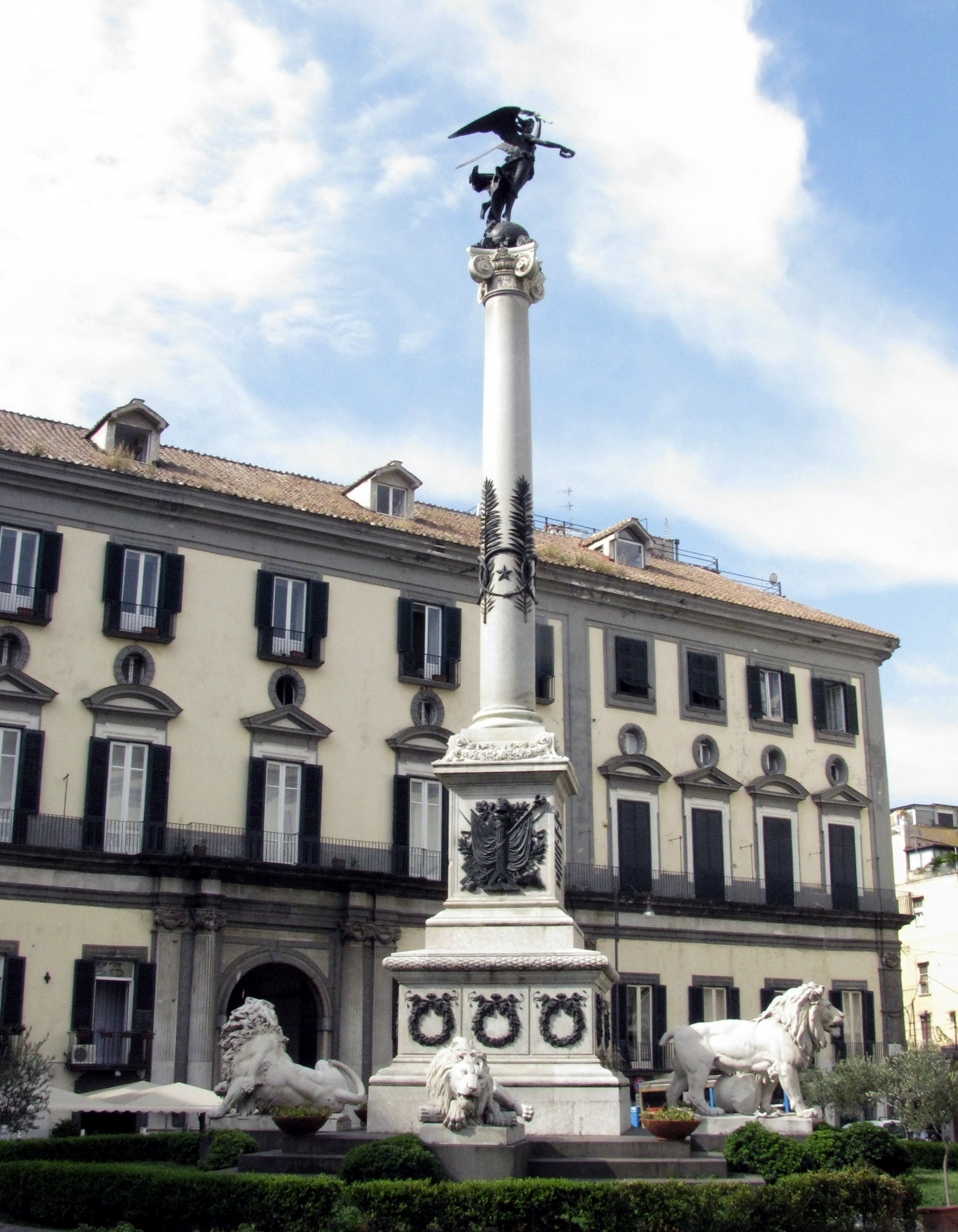
El monumento

El monumento situado en el centro de la plaza está constituido por una columna que ya existía en la época borbónica, cuando la plaza recibía el nombre de Piazza della Pace. En su cima se erige una estatua de Emanuele Caggiano que simboliza la "virtud de los mártires" y que sustituyó a la anterior estatua de la Virgen de la Paz.
En su base hay cuatro leones, cada uno de los cuales representa los mártires napolitanos de una época histórica distinta:
- El león moribundo, obra de Antonio Busciolano, representa a los caídos de la República Partenopea de 1799;
- el león perforado por una espada, obra de Stanislao Lista, los caídos de 1820;
- el león acostado, con el estatuto de 1848 bajo su pata, representa a los caídos liberales de ese mismo año;
- el león de pie (el único de los cuatro), dedicado a los caídos por la unificación italiana de 1860.

Detrás del león dedicado a los caídos por la unificación italiana hay una placa que recita las siguientes palabras:

Alla gloriosa memoria dei cittadini napoletani che
caduti nelle pugne o sul patibolo
rivendicarono al popolo la libertà di proclamare con patto solenne ed eterno
il plebiscito del XXI ottobre MDCCCLX
Il Municipio Consacra
A la gloriosa memoria de los ciudadanos napolitanos que
caídos en combate o en el patíbulo
reivindicaron al pueblo la libertad de proclamar con pacto solemne y eterno
el plebiscito del XXI octubre MDCCCLX
El Municipio Consagra

|                        |
| A los caídos de 1799 . |

|                       |
| A los caídos de 1820. |

|                       |
| A los caídos de 1848. |

|                       |
| A los caídos de 1860. |